# Бранка Соврлич
Бранка Соврлич (Мостар) — сербська співачка.

## Дискографія
- Треба ми (1984)
- Мазо моја (1985)
- 100 година (1986)
- И без тебе живети могу (1987)
- Ти се ни бога не бојиш (1990)
- Лудо срце (1991)
- Најдражи мој (1993)
- Мазо мазо (1994)
- Меду мој и шећеру (1995)
- Тебе нема (1996)
- Црна вила (1998)
- Освета (2002)
- Опасна жена (2005)